# Platymetopius major
Platymetopius major är en insektsart som beskrevs av Carl Ludwig Kirschbaum 1868. Platymetopius major ingår i släktet Platymetopius och familjen dvärgstritar. Arten är reproducerande i Sverige. Inga underarter finns listade i Catalogue of Life.